# Словенское (Котласский район)
Словенское — деревня в Котласском районе Архангельской области. Входит в состав Приводинского городского поселения.

## География
Деревня находится на правом берегу протоки Щеберниха реки Северная Двина (Малая Северная Двина), западнее Котласа. К югу от Словенского находится деревня Межник.

## Население
| 2002 | 2010 | 2012 |
| ---- | ---- | ---- |
| 13   | ↘1   | ↗2   |

### Карты
- Словенское на Wikimapia